# شهرستان لیون (کنتاکی)
شهرستان لیون، کنتاکی (به انگلیسی: Lyon County, Kentucky) یک سکونتگاه مسکونی در ایالات متحده آمریکا است که در کنتاکی واقع شده‌است.